# Landgericht Krombach
Das Landgericht Krombach war ein seit dem Mittelalter bestehendes Landgericht mit Sitz in Krombach (Unterfranken), das seit 1666 im Besitz der Grafen von Schönborn war. Von 1814 bis 1816 bestand ein bayerisches Landgericht älterer Ordnung. Es wurde durch das Gräfl. von Schönborn’sche Herrschaftsgericht ersetzt und 1848 dem Verwaltungsgebiet des Landgerichtes Alzenau zugeschlagen.

## Geschichte
Das Gebiet um Krombach war in Hochmittelalter zum großen Teil im Besitz der Grafen von Rieneck und Krombach der Sitz eines Landgerichts. Die Grafen starben 1559 aus und Krombach kam in den Besitz des Erzstifts Mainz. Im Jahr 1666 erwarb die Familie der Freiherren und späteren Grafen von Schönborn das Landgericht Krombach. Der Ort wurde zum Mittelpunkt der Besitzungen der Grafen im oberen Kahltal. Die Herrschaft der Grafen, die zum Fränkischen Ritterkreis gehörte, wurde 1806 zugunsten des Fürstentums Aschaffenburg mediatisiert und fiel mit diesem 1814 (zuvor ein Departement des Großherzogtums Frankfurt) an das Königreich Bayern. Das 1814 begründete bayerische Landgericht Krombach wurde zwischenzeitlich durch das Gräfl. von Schönborn’sche Herrschaftsgericht ersetzt. Im Zuge der Verwaltungsreformen in Bayern entstand mit dem Gemeindeedikt von 1818 die heutige Gemeinde. Das Herrschaftsgericht wurde 1820 in der Folge in ein Patrimonialgericht umgewandelt. Das Gräflich von Schönborn’sche Patrimonialgericht im Bergschloss Schöneberg wurde zum 1. Juli 1848 aufgehoben und dem Verwaltungsgebiet des Landgerichtes Alzenau zugeschlagen.